# Pales pumicata
Pales pumicata är en tvåvingeart som först beskrevs av Johann Wilhelm Meigen 1824.  Pales pumicata ingår i släktet Pales och familjen parasitflugor. Inga underarter finns listade i Catalogue of Life.